# Långflyn (Hotagens socken, Jämtland, 710578-143474)
Långflyn är en sjö i Krokoms kommun i Jämtland och ingår i Indalsälvens huvudavrinningsområde. Sjön har en area på 0,158 kvadratkilometer och ligger 639,2 meter över havet. Långflyn ligger i Gråberget-Hotagsfjällen Natura 2000-område.

## Delavrinningsområde
Långflyn ingår i det delavrinningsområde (710541-143503) som SMHI kallar för Utloppet av Långflyn. Medelhöjden är 659 meter över havet och ytan är 0,95 kvadratkilometer. Det finns ett avrinningsområde uppströms, och räknas det in blir den ackumulerade arean 9,21 kvadratkilometer. Vattendraget som avvattnar avrinningsområdet har biflödesordning 5, vilket innebär att vattnet flödar genom totalt 5 vattendrag innan det når havet efter 315 kilometer. Avrinningsområdet består mestadels av skog (53 procent) och sankmarker (30 procent). Avrinningsområdet har 0,16 kvadratkilometer vattenytor vilket ger det en sjöprocent på 16,4 procent.